# Округ Сенека (Охајо)
Округ Сенека (енгл. Seneca County) је округ у америчкој савезној држави Охајо.

## Демографија
По попису из 2010. године број становника је 56.745, што је 1.938 (-3,3%) становника мање него 2000. године.
| Група             | 2000.          | 2010.          |
| Белци             | 54.821 (93,4%) | 51.739 (91,2%) |
| Афроамериканци    | 1.033 (1,8%)   | 1.305 (2,3%)   |
| Азијати           | 222 (0,4%)     | 324 (0,6%)     |
| Хиспаноамериканци | 1.972 (3,4%)   | 2.524 (4,4%)   |
| Укупно            | 58.683         | 56.745         |